# Lasse Lührs
Lasse Lührs (født 1996) er en tysk triatlet.

## Karriere
Lasse Lührs har dyrket triatlon siden 2010. I juni 2014 blev han junior-europamester i holdsprint med det tyske hold (med Laura Lindemann, Lena Meißner og Valentin Wernz) ved europamesterskaberne i triatlon i Kitzbühel, Østrig. I juli 2015 blev han junior-europamester i triatlon i Genève.
I World Triathlon Series i 2017 blev han rangeret som nummer 78, hvilket gjorde ham til den næstbedste tysker efter Justus Nieschlag, der blev nummer 37. I 2018 var han en af otte atleter, der var inkluderet i den potentielle trup (PK) i den tyske triatlonunion (DTU).
I juni 2021 blev han nummer to ved EM i sprinttriatlonstafet med det tyske hold. I juni 2022 i Berlin blev han igen tysk mester i sprinttriatlon. I den samlede rangliste i World Triathlon Series 2022 sluttede han på en niendeplads, som den bedste tysker.
I World Triathlon Series i 2023 sluttede Lührs på en 13. plads som den næstbedste tysker, efter Tim Hellwig, der blev nummer 8. Ved årets udgang kvalificerede han sig til de Olympiske Lege i 2024 med en femteplads ved WTCS-finalen i Pontevedra.

### Sommer-OL 2024
Ved sommer-OL 2024 i Paris sluttede han bag Tim Hellwig (nr. 18) som den næstbedste tysker på 21. pladsen. I stafetten for blandede hold vandt han guldmedalje for Tyskland sammen med Laura Lindemann, Tim Hellwig og Lisa Tertsch.